# Primer llibre dels Reis
El Primer llibre dels Reis és un dels llibres de l'Antic Testament, que segueix al Segon llibre de Samuel. El seu nom ve donat perquè formava una unitat amb el Segon llibre dels Reis i amb la història de Samuel, però la seva mida va aconsellar els cronistes de dividir-lo. Analitza la història dels regnes de Judà i Israel entre el 1015 aC i el 586 aC, especialment el regnat del Rei Salomó i la història del temple de Jerusalem.
Segons la tradició jueva, l'autor del Llibre dels Reis va ser Jeremies, que hauria estat viu durant el setge de Jerusalem l'any 587 aC.

## La història dels dos regnes
Judà i Israel són considerats independentment, i analitzats en forma exhaustiva. El Primer Llibre dels Reis comença amb el regnat de Salomó i acaba amb el profeta Elies. La diferència entre tots dos marca el to del llibre segons molts exegetes.
Salomó neix després d'un escàndol a palau entre David i Betsabé. Salomó és presentat com un bon rei al començament, ora per saviesa i construeix el Temple, tasca que li pren set anys. Més endavant, segons la narració, pren un gran nombre de dones, algunes de les quals l'inciten a adorar altres déus, violant l'Aliança.
Quan mor Salomó, el regne unificat es divideix. Judà és governat per Roboam, fill de Salomó, mentre que Israel escull com a sobirà Jeroboam. Segons el llibre, els israelites foren governats per una sèrie de reis, molts dels quals foren impius i idòlatres, la qual cosa allunyà la nació de Déu i ni amb la predicació d'Elies pogueren tornar a Ell. Entre els reis més malvats es mencionen Acab i la seva dona Jezabel, qui pràcticament imposen el culte de Baal en comptes de Déu.
Elies tractà de fer que els israelites tornessin a adorar Déu, fins i tot desafiant els sacerdots idòlatres de Baal a confrontar-se amb Déu al Mont Carmel. Déu, però, guanyà. Això feu que la reina Jezabel s'enutgés tant que ordenà la mort d'Elies, qui fugí i s'amagà al desert. Deprimit i exhaust, digué a Déu: "deixa'm morir", però Déu li envià menjar i ànim, i li parlà amb un "xiuxiueig suau".

## Estructura
La descripció dels regnats segueix una pauta més o menys constant, però una mica diferent per a cadascun dels regnes:

### Regne de Judà
- Sincronisme del rei en qüestió amb el seu contemporani d'Israel
- Edat del sobirà en pujar al tron
- Durada del regne
- Nom de la seva mare
- Judici religiós sobre el seu mandat

### Regne d'Israel
- Sincronisme del regnat amb el de Judà
- Durada del regne
- Judici (sempre negatiu) que inclou una condemna general d'índole religiós i una condemna individual per haver continuar l'error de dividir el regne.

### Fórmules de tancament
Són iguals per a tots dos regnes:
- Referències detallades als annals de Judà i d'Israel
- Mort del rei i menció de la seva sepultura
- Si correspon, nom del fill que el succeeix.

### Discordances en l'estructura
La rígida estructura dels Llibres dels Reis es viola només en tres ocasions: a partir de la caiguda d'Israel, durant el cicle d'Elies i en narrar la història d'Eliseu.
Juntament amb el Segon Llibre dels Reis, s'hi pot veure també una estructura concèntrica en què els cicles d'Elies i d'Eliseu (I Reis 17 - II Reis 12) estarien al centre envoltats per tres anells: el més llunyà que parla de l'esplendor (I Reis 1-11) i decadència (II Reis 18-25) de Jerusalem amb la construcció i profanació del Temple respectivament, i l'inici i final de la dinastia reial; seguit per l'inici (I Reis 12-14) i final (II Reis 17) del Regne del Nord; i per un últim anell en què es donen descripcions semblants dels reis de Judà (I Reis 15-16 i II Reis 13-16).

## Intenció de l'autor i doctrina
L'escriptor bíblic manipula lliurement les seves fonts: de vegades les nomena i cita, però d'altres se n'aparta, les silencia i les omet.
Narra breument i lleugera l'expedició egípcia contra Israel (I Reis 14:25-28), relatant només el saqueig del Temple de Jerusalem per part del Faraó i la manera en què s'apropiaren dels escuts manat sa confeccionar pel rei Salomó. En canvi, no menciona gens la decisiva batalla de Qarqar (853 aC).
L'explicació és que els Llibres dels Reis no són en realitat històrics, sinó més aviat històries religioses. L'autor es concentra al Temple perquè en ell s'hi consumeix la relació del poble amb Déu. Les normes del culte segueixen el Deuteronomi i, en aquest sentit, el compliment de la Llei (que es guarda precisament al Temple) i la reforma religiosa són el fi i l'origen de la narració que l'autor està redactant.

## Temes fonamentals
El concepte bàsic que transmeten els Llibres dels Reis es pot resumir en: un sol Temple i un sol Déu. Com que Reis no és un llibre històric, sinó la demostració d'una tesi teològica, la conclusió es llegeix, per exemple, en la pregària de Salomó en la cerimònia de dedicació del Temple (I Reis 8). Cada regnat, alhora, col·labora amb aquesta demostració, perquè tots els reis d'Israel són condemnats. Dels de Judà, l'autor només en veu amb bons ulls vuit (els vuit que han enfrontat el paganisme, han ajudat al Temple o han estat fidels a la Llei). Dels vuit, només dos són lloats extensament.